# Società Sportiva Maceratese 1964-1965
Questa voce raccoglie le informazioni riguardanti la Società Sportiva Maceratese nelle competizioni ufficiali della stagione 1964-1965.

## Rosa
| N. |                   | Ruolo | Calciatore        |
| -- | ----------------- | ----- | ----------------- |
|    | Italia (bandiera) | A     | Stelvio Attili    |
|    | Italia (bandiera) | A     | Claudio Bizzarri  |
|    | Italia (bandiera) | A     | Adorno Bolognini  |
|    | Italia (bandiera) | A     | Gaetano Bruno     |
|    | Italia (bandiera) | A     | Giuseppe Calendi  |
|    | Italia (bandiera) | A     | Raffaele Carlà    |
|    | Italia (bandiera) | D     | Enzo Carlini      |
|    | Italia (bandiera) | C     | Matteo Carnevale  |
|    | Italia (bandiera) | C     | Pietro Clementi   |
|    | Italia (bandiera) | D     | Ennio Feresin     |
|    | Italia (bandiera) | P     | Giuseppe Ferretti |
|    | Italia (bandiera) | A     | Gianni Gasparetti |

| N. |                   | Ruolo | Calciatore              |
| -- | ----------------- | ----- | ----------------------- |
|    | Italia (bandiera) | A     | Agostino Lignini        |
|    | Italia (bandiera) | A     | Sergio Macellari        |
|    | Italia (bandiera) | A     | Maurizio Marconi        |
|    | Italia (bandiera) | A     | Maurizio Mazzanti (cap) |
|    | Italia (bandiera) |       | Montemarani             |
|    | Italia (bandiera) | D     | Rino Pierini            |
|    | Italia (bandiera) | D     | Achille Pietrangeli     |
|    | Italia (bandiera) | D     | Giuseppe Rega           |
|    | Italia (bandiera) | D     | Giuliano Torelli        |
|    | Italia (bandiera) | C     | Raffaele Trillini       |
|    | Italia (bandiera) | C     | Gianni Zengarini        |